# Posanges
Posanges ist eine französische Gemeinde mit 50 Einwohnern (Stand: 1. Januar 2022) im Département Côte-d’Or in der Region Bourgogne-Franche-Comté. Sie gehört zum Kanton Semur-en-Auxois und zum Arrondissement Montbard.
Nachbargemeinden sind Arnay-sous-Vitteaux im Nordwesten, Dampierre-en-Montagne im Nordosten, Vitteaux im Südosten und Marcilly-et-Dracy im Südwesten.

## Bevölkerungsentwicklung
| Jahr                       | 1962 | 1968 | 1975 | 1982 | 1990 | 1999 | 2008 | 2015 |
| -------------------------- | ---- | ---- | ---- | ---- | ---- | ---- | ---- | ---- |
| Einwohner                  | 69   | 78   | 68   | 49   | 54   | 45   | 63   | 62   |
| Quellen: Cassini und INSEE |      |      |      |      |      |      |      |      |

## Sehenswürdigkeiten

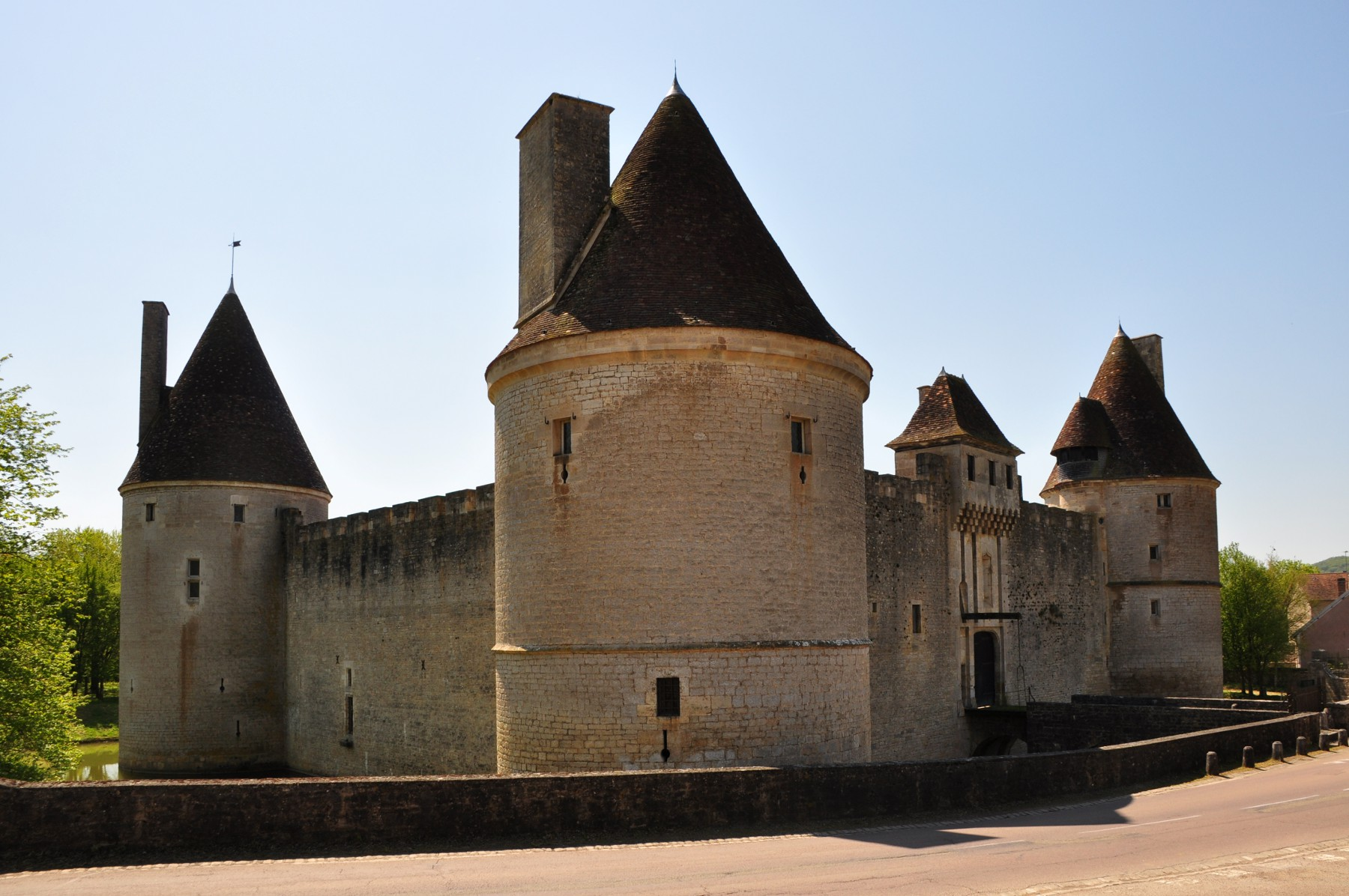
Schloss von Posanges

- Schloss Posanges, seit 1913 ein Monument historique